# Kordofan Południowy
Kordofan Południowy (arab. جنوب كردفان, Dżanub Kurdufan) – sudańska prowincja leżąca na południu kraju, przy granicy z Sudanem Południowym.
W jej skład wchodzi 8 dystryktów:
1. Ad-Dalandż
2. Raszad
3. Abu Dżubaija
4. Talaudi
5. Ghabajsz
6. Lakawa
7. As-Salam
8. Abyei